# 徐德全
徐德全（1947年12月—），河南临颍人，汉族，中华人民共和国政治人物、全国人民代表大会河南地区代表。

## 生平
毕业于河南教育学院中文专业。加入中国共产党。2008年起担任全国人大代表。2013年，担任全国人大代表。2018年2月24日，当选为第十三届全国人大代表。